# Hanila
Hanila es un municipio estonio perteneciente al condado de Lääne.
A 1 de enero de 2016 tiene 1428 habitantes en una superficie de 232 km².
Aunque la capital es una pequeña localidad de unos cuarenta habitantes llamada Hanila, la localidad más importante es la pequeña villa de Virtsu, donde vive la tercera parte de la población del municipio. El resto de la población se reparte en otras veintisiete pequeñas localidades rurales: Esivere, Karuse, Kaseküla, Kause, Kinksi, Kiska, Kokuta, Kuke, Kõera, Kõmsi, Linnuse, Lõo, Massu, Mõisaküla, Mäense, Nehatu, Nurmsi, Pajumaa, Pivarootsi, Rame, Rannaküla, Ridase, Salevere, Ullaste, Vatla, Voose y Äila.
Se ubica al sur del condado, frente a la costa oriental de Muhu.